# Kommunalpolitiker
Kommunalpolitiker eller kommunpolitiker är en kommunalt arbetande politiker, som arbetar med politiska frågor inom en kommun.
De första kommunalpolitikerna av modernt snitt anses vara de dekurioner som insattes som lokala senater, motsvarande kommunfullmäktige i alla Italiens städer, genom Julius Caesars lag Lex Iulia de Municipalis år 45 f.Kr. Senare utsträcktes denna rätt till att gälla hela romerska kejsardömets städer, även om rätten att välja dessa var förbehållen romerska medborgare. Bland dekurionerna utsågs årligen två duumvirer att verka som exekutiva ämbetsmän med uppgifter i huvudsak lokala motsvarigheter till edilernas. Vart femte år tjänade dessa även som stadens censorer.[källa behövs]
Val till kommunfullmäktige utförs i Sveriges kommuner samma dag som val till riksdag och regionfullmäktige äger rum. Kommunfullmäktige är det högsta beslutande organet i den kommunala organisationen. Kommunfullmäktige beslutar exempelvis om skattesats i kommunen, om budget för olika verksamheter, och väljer kommunstyrelse och kommunalråd.[källa behövs]
Kommunpolitiker är oftast så kallade fritidspolitiker, vilket gjort det svårt att rekrytera yngre politiker och i synnerhet unga kvinnor med små barn.
Kommunfullmäktige sammanträder ungefär en gång i månaden, lite beroende på hur stor kommunen är. Kommunalråd är beteckning på hel- eller deltidspolitiker i den kommunala organisationen. Kommunstyrelsens ordförande är i regel så kallat finanskommunalråd med ansvar för kommunens ekonomi, och har till sin hjälp ett eller flera andra kommunalråd med särskilda ansvarsområden, till exempel skolkommunalråd eller miljökommunalråd. I de flesta kommuner ges också oppositionen hel- eller deltidspolitiker för att ge oppositionspartierna möjlighet att bevaka ärenden. Dessa politiker kallas i allmänhet för oppositionsråd.[källa behövs]
Sveriges kommuner har bland annat ansvar för förskola, skola, äldreomsorg, socialomsorg, fritids- och kulturverksamhet, miljö- och livsmedelstillsyn, vattenförsörjning, avfallshantering och bygglovsärenden.[källa behövs]